# Costanti di Stieltjes

L'area della regione blu converge alla costante di Eulero-Mascheroni, che è la 0-esima costante di Stieltjes.

In matematica, le costanti di Stieltjes {\displaystyle \gamma _{n}} sono i coefficienti che compaiono nell'espansione in serie di Laurent della funzione zeta di Riemann:
{\displaystyle \zeta (s)={\frac {1}{s-1}}+\sum _{n=0}^{\infty }{\frac {(-1)^{n}}{n!}}\gamma _{n}\;(s-1)^{n}.}
La costante {\displaystyle \gamma _{0}=\gamma =0,577\ldots } è più nota come costante di Eulero-Mascheroni.

## Rappresentazioni
Le costanti di Stieltjes sono date dal limite
{\displaystyle \gamma _{n}=\lim _{m\rightarrow \infty }{\left\{\sum _{k=1}^{m}{\frac {(\ln k)^{n}}{k}}-{\frac {(\ln m)^{n+1}}{n+1}}\right\}},}
nel caso {\displaystyle n=0}, nella prima sommatoria compare {\displaystyle 0^{0}}, che si pone uguale a 1.
La formula di Cauchy fornisce una rappresentazione integrale
{\displaystyle \gamma _{n}={\frac {(-1)^{n}n!}{2\pi }}\int _{0}^{2\pi }e^{-nix}\zeta \left(e^{ix}+1\right)dx.}
Altre rappresentazioni in termini di serie e integrali compaiono nei lavori di Jensen, Franel, Hermite, Hardy, Ramanujan, Ainsworth, Howell, Coppo, Connon, Coffey, Choi, Blagouchine e altri autori. In particolare, la formula integrale di Jensen-Franel, spesso attribuita erroneamente a Ainsworth e Howell, afferma che
{\displaystyle \gamma _{n}={\frac {1}{2}}\delta _{n,0}+{\frac {1}{i}}\int _{0}^{\infty }{\frac {dx}{e^{2\pi x}-1}}\left\{{\frac {(\ln(1-ix))^{n}}{1-ix}}-{\frac {(\ln(1+ix))^{n}}{1+ix}}\right\}\,,\qquad \quad n=0,1,2,\ldots }
dove {\displaystyle \delta _{n,k}} è la delta di Kronecker. Inoltre, si hanno le seguenti identità
{\displaystyle \gamma _{n}=-{\frac {\pi }{2(n+1)}}\int _{-\infty }^{\infty }{\frac {\left(\ln \left({\frac {1}{2}}\pm ix\right)\right)^{n+1}}{\cosh ^{2}\pi x}}\,dx\qquad n=0,1,2,\ldots }
{\displaystyle {\begin{array}{l}\displaystyle \gamma _{1}=-\left[\gamma -{\frac {\ln 2}{2}}\right]\ln 2+i\int _{0}^{\infty }{\frac {dx}{e^{\pi x}+1}}\left\{{\frac {\ln(1-ix)}{1-ix}}-{\frac {\ln(1+ix)}{1+ix}}\right\}\\[6mm]\displaystyle \gamma _{1}=-\gamma ^{2}-\int _{0}^{\infty }\left[{\frac {1}{1-e^{-x}}}-{\frac {1}{x}}\right]e^{-x}\ln x\,dx.\end{array}}}
Per quanto riguarda le rappresentazioni in serie, nel 1912 Hardy trovò la seguente serie in cui compare la parte intera di un logaritmo,
{\displaystyle \gamma _{1}={\frac {\ln 2}{2}}\sum _{k=2}^{\infty }{\frac {(-1)^{k}}{k}}\lfloor \log _{2}{k}\rfloor \cdot \left(2\log _{2}{k}-\lfloor \log _{2}{2k}\rfloor \right).}
Israilov scoprì una serie semiconvergente in termini dei numeri di Bernoulli {\displaystyle B_{2k}}
{\displaystyle \gamma _{m}=\sum _{k=1}^{n}{\frac {(\ln k)^{m}}{k}}-{\frac {(\ln n)^{m+1}}{m+1}}-{\frac {(\ln n)^{m}}{2n}}-\sum _{k=1}^{N-1}{\frac {B_{2k}}{(2k)!}}\left[{\frac {(\ln x)^{m}}{x}}\right]_{x=n}^{(2k-1)}-\theta \cdot {\frac {B_{2N}}{(2N)!}}\left[{\frac {(\ln x)^{m}}{x}}\right]_{x=n}^{(2N-1)}\,,\qquad 0<\theta <1}
Connon, Blagouchine e Coppo fornirono invece molte serie che coinvolgono i coefficienti binomiali
{\displaystyle {\begin{array}{l}\displaystyle \gamma _{m}=-{\frac {1}{m+1}}\sum _{n=0}^{\infty }{\frac {1}{n+1}}\sum _{k=0}^{n}(-1)^{k}{\binom {n}{k}}(\ln(k+1))^{m+1}\\[7mm]\displaystyle \gamma _{m}=-{\frac {1}{m+1}}\sum _{n=0}^{\infty }{\frac {1}{n+2}}\sum _{k=0}^{n}(-1)^{k}{\binom {n}{k}}{\frac {(\ln(k+1))^{m+1}}{k+1}}\\[7mm]\displaystyle \gamma _{m}=\sum _{n=0}^{\infty }\left|G_{n+1}\right|\sum _{k=0}^{n}(-1)^{k}{\binom {n}{k}}{\frac {(\ln(k+1))^{m}}{k+1}}\end{array}}}
dove {\displaystyle G_{n}} sono i coefficienti di Gregory, anche conosciuti come numeri logaritmici reciproci ({\displaystyle G_{1}=+1/2}, {\displaystyle G_{2}=-1/12}, {\displaystyle G_{3}=+1/24}, {\displaystyle G_{4}=-19/720},... ).
Oloa e Tauraso mostrarono che certe serie con i numeri armonici conducono alle costanti di Stieltjes
{\displaystyle {\begin{array}{l}\displaystyle \sum _{n=1}^{\infty }{\frac {H_{n}-(\gamma +\ln n)}{n}}=-\gamma _{1}-{\frac {1}{2}}\gamma ^{2}+{\frac {1}{12}}\pi ^{2}\\[6mm]\displaystyle \sum _{n=1}^{\infty }{\frac {H_{n}^{2}-(\gamma +\ln n)^{2}}{n}}=-\gamma _{2}-2\gamma \gamma _{1}-{\frac {2}{3}}\gamma ^{3}+{\frac {5}{3}}\zeta (3)\end{array}}}
Blagouchine ottenne una serie lentamente convergente in cui compaiono i numeri di Stirling del primo tipo senza segno
{\displaystyle \left[{\cdot  \atop \cdot }\right]}
{\displaystyle \gamma _{m}={\frac {1}{2}}\delta _{m,0}+{\frac {(-1)^{m}m!}{\pi }}\sum _{n=1}^{\infty }{\frac {1}{n\cdot n!}}\sum _{k=0}^{\lfloor n/2\rfloor }{\frac {(-1)^{k}\cdot \left[{2k+2 \atop m+1}\right]\cdot \left[{n \atop 2k+1}\right]}{(2\pi )^{2k+1}}}\,,\qquad m=0,1,2,...,}
insieme a una serie semiconvergente con solo termini razionali
{\displaystyle \gamma _{m}={\frac {1}{2}}\delta _{m,0}+(-1)^{m}m!\cdot \sum _{k=1}^{N}{\frac {\left[{2k \atop m+1}\right]\cdot B_{2k}}{(2k)!}}+\theta \cdot {\frac {(-1)^{m}m!\cdot \left[{2N+2 \atop m+1}\right]\cdot B_{2N+2}}{(2N+2)!}},\qquad 0<\theta <1,}
dove {\displaystyle M=0,1,2,\ldots }. In particolare, la serie per la prima costante di Stieltjes ha una forma sorprendentemente semplice
{\displaystyle \gamma _{1}=-{\frac {1}{2}}\sum _{k=1}^{N}{\frac {B_{2k}\cdot H_{2k-1}}{k}}+\theta \cdot {\frac {B_{2N+2}\cdot H_{2N+1}}{2N+2}},\qquad 0<\theta <1,}
dove {\displaystyle H_{n}} è l'{\displaystyle n}-esimo numero armonico.
Delle serie molto più complicate sono fornite negli scritti di Lehmer, Liang, Todd, Lavrik, Israilov, Stankus, Keiper, Nan-You, Williams, Coffey.

## Stime e andamento asintotico
Le costanti di Stieltjes in valore assoluto soddisfano il seguente maggiorante
{\displaystyle |\gamma _{n}|\leq {\begin{cases}\displaystyle {\frac {2(n-1)!}{\pi ^{n}}}\,,\qquad &n=1,3,5,\ldots \\[3mm]\displaystyle {\frac {4(n-1)!}{\pi ^{n}}}\,,\qquad &n=2,4,6,\ldots \end{cases}}}
scoperto da Berndt nel 1972. Migliori stime in termini di funzioni elementari furono ottenute da Lavrik
{\displaystyle |\gamma _{n}|\leq {\frac {n!}{2^{n+1}}},\qquad n=1,2,3,\ldots }
e da Israilov
{\displaystyle |\gamma _{n}|\leq {\frac {n!C(k)}{(2k)^{n}}},\qquad n=1,2,3,\ldots }
con {\displaystyle k=1,2,\ldots } e {\displaystyle C(1)=1/2}, {\displaystyle C(2)=7/12},...; da Nan-You e Williams
{\displaystyle |\gamma _{n}|\leq {\begin{cases}\displaystyle {\frac {2(2n)!}{n^{n+1}(2\pi )^{n}}}\,,\qquad &n=1,3,5,\ldots \\[4mm]\displaystyle {\frac {4(2n)!}{n^{n+1}(2\pi )^{n}}}\,,\qquad &n=2,4,6,\ldots \end{cases}}}
e inoltre da Blagouchine
{\displaystyle {\begin{array}{ll}\displaystyle -{\frac {{\big |}{B}_{m+1}{\big |}}{m+1}}<\gamma _{m}<{\frac {(3m+8)\cdot {\big |}{B}_{m+3}{\big |}}{24}}-{\frac {{\big |}{B}_{m+1}{\big |}}{m+1}},&m=1,5,9,\ldots \\[12pt]\displaystyle {\frac {{\big |}B_{m+1}{\big |}}{m+1}}-{\frac {(3m+8)\cdot {\big |}B_{m+3}{\big |}}{24}}<\gamma _{m}<{\frac {{\big |}{B}_{m+1}{\big |}}{m+1}},&m=3,7,11,\ldots \\[12pt]\displaystyle -{\frac {{\big |}{B}_{m+2}{\big |}}{2}}<\gamma _{m}<{\frac {(m+3)(m+4)\cdot {\big |}{B}_{m+4}{\big |}}{48}}-{\frac {{\big |}B_{m+2}{\big |}}{2}},\qquad &m=2,6,10,\ldots \\[12pt]\displaystyle {\frac {{\big |}{B}_{m+2}{\big |}}{2}}-{\frac {(m+3)(m+4)\cdot {\big |}{B}_{m+4}{\big |}}{48}}<\gamma _{m}<{\frac {{\big |}{B}_{m+2}{\big |}}{2}},&m=4,8,12,\ldots \\\end{array}}}
dove {\displaystyle B_{n}} sono i numeri di Bernoulli. Infine si ha la seguente stima di Matsuoka
{\displaystyle |\gamma _{n}|<10^{-4}e^{n\ln \ln n}\,,\qquad n=5,6,7,\ldots }
Per quanto riguarda le stime per mezzo di funzioni non elementari e loro soluzioni, Knessl, Coffey and Fekih-Ahmed ottennero dei risultati abbastanza precisi. Per esempio, Knessl e Coffey fornirono la seguente formula che approssima le costanti di Stieltjes relativamente bene per {\displaystyle n} grande. Se {\displaystyle v} è la soluzione unica di
{\displaystyle 2\pi \exp(v\tan v)=n{\frac {\cos(v)}{v}}}
con {\displaystyle 0<v<\pi /2}, e se {\displaystyle u=v\tan v}, allora
{\displaystyle \gamma _{n}\sim {\frac {B}{\sqrt {n}}}e^{nA}\cos(an+b)}
dove
{\displaystyle A={\frac {1}{2}}\ln(u^{2}+v^{2})-{\frac {u}{u^{2}+v^{2}}}}
{\displaystyle B={\frac {2{\sqrt {2\pi }}{\sqrt {u^{2}+v^{2}}}}{[(u+1)^{2}+v^{2}]^{1/4}}}}
{\displaystyle a=\tan ^{-1}\left({\frac {v}{u}}\right)+{\frac {v}{u^{2}+v^{2}}}}
{\displaystyle b=\tan ^{-1}\left({\frac {v}{u}}\right)-{\frac {1}{2}}\left({\frac {v}{u+1}}\right).}
Fino a  {\displaystyle n=100000}, l'approssimazione di Knessl-Coffey ha predetto correttamente il segno di {\displaystyle \gamma _{n}}, con la singola eccezione di {\displaystyle n=137}.

## Valori numerici
I primi valori di {\displaystyle \gamma _{n}} sono:
| {\displaystyle n} | valore approssimato di {\displaystyle \gamma _{n}}          | OEIS    |
| 0                 | +0,5772156649015328606065120900824024310421593359           | A001620 |
| 1                 | −0,0728158454836767248605863758749013191377363383           | A082633 |
| 2                 | −0,0096903631928723184845303860352125293590658061           | A086279 |
| 3                 | +0,0020538344203033458661600465427533842857158044           | A086280 |
| 4                 | +0,0023253700654673000574681701775260680009044694           | A086281 |
| 5                 | +0,0007933238173010627017533348774444448307315394           | A086282 |
| 6                 | −0,0002387693454301996098724218419080042777837151           | A183141 |
| 7                 | −0,0005272895670577510460740975054788582819962534           | A183167 |
| 8                 | −0,0003521233538030395096020521650012087417291805           | A183206 |
| 9                 | −0,0000343947744180880481779146237982273906207895           | A184853 |
| 10                | +0,0002053328149090647946837222892370653029598537           | A184854 |
| 100               | −4,2534015717080269623144385197278358247028931053 × 1017    |         |
| 1000              | −1,5709538442047449345494023425120825242380299554 × 10486   |         |
| 10000             | −2,2104970567221060862971082857536501900234397174 × 106883  |         |
| 100000            | +1,9919273063125410956582272431568589205211659777 × 1083432 |         |
Per {\displaystyle n} grande, le costanti di Stieltjes crescono rapidamente in valore assoluto, e cambiano segno con uno schema molto complesso.
Si possono trovare ulteriori informazioni sulla valutazione numerica delle costanti di Stieltjes nei lavori di Keiper, Kreminski, Plouffe e Johansson. L'ultimo autore ha dato i valori delle costanti di Stieltjes fino a {\displaystyle n=100000}, ciascuna precisa alla 10000ª cifra. I valori numeri si possono trovare anche in LMFDB.

## Costanti di Stieltjes generalizzate

### Informazioni generali
Più in generale, si possono definire le costanti di Stieltjes {\displaystyle \gamma _{n}(a)} che compaiono nella serie di Laurent della funzione zeta di Hurwitz:
{\displaystyle \zeta (s,a)={\frac {1}{s-1}}+\sum _{n=0}^{\infty }{\frac {(-1)^{n}}{n!}}\gamma _{n}(a)(s-1)^{n},}
dove {\displaystyle a} è un numero complesso con {\displaystyle \operatorname {Re} (a)>0}. Dal momento che la funzione zeta di Hurwitz è una generalizzazione della funzione zeta di Riemann, si ha che {\displaystyle \gamma _{n}(1)=\gamma _{n}}. La costante con {\displaystyle n=0} è semplicemente la funzione digamma {\displaystyle \gamma _{0}(a)=-\psi (a)}, mentre non si sa se anche le altre costanti sono riconducibili a una funzione elementare o classica dell'analisi. A ogni modo, esistono numerose rappresentazioni per queste costanti. Per esempio, esiste la seguente rappresentazione asintotica
{\displaystyle \gamma _{n}(a)=\lim _{m\to \infty }\left\{\sum _{k=0}^{m}{\frac {(\ln(k+a))^{n}}{k+a}}-{\frac {(\ln(m+a))^{n+1}}{n+1}}\right\},\qquad {\begin{array}{l}n=0,1,2,\ldots \\[1mm]a\neq 0,-1,-2,\ldots \end{array}}}
dovuta a Berndt e Wilton. L'analoga per le costanti di Stieltjes generalizzate della formula di Jensen-Franel è la formula di Hermite
{\displaystyle \gamma _{n}(a)=\left[{\frac {1}{2a}}-{\frac {\ln {a}}{n+1}}\right](\ln a)^{n}-i\int _{0}^{\infty }{\frac {dx}{e^{2\pi x}-1}}\left\{{\frac {(\ln(a-ix))^{n}}{a-ix}}-{\frac {(\ln(a+ix))^{n}}{a+ix}}\right\},\qquad {\begin{array}{l}n=0,1,2,\ldots \\[1mm]a\neq 0,-1,-2,\ldots \end{array}}}
Le costanti di Stieltjes generalizzate soddisfano la seguente relazione ricorsiva
{\displaystyle \gamma _{n}(a+1)=\gamma _{n}(a)-{\frac {(\ln a)^{n}}{a}}\,,\qquad {\begin{array}{l}n=0,1,2,\ldots \\[1mm]a\neq 0,-1,-2,\ldots \end{array}}}
come anche il teorema di moltiplicazione
{\displaystyle \sum _{l=0}^{n-1}\gamma _{p}\left(a+{\frac {l}{n}}\right)=(-1)^{p}n\left[{\frac {\ln n}{p+1}}-\Psi (an)\right](\ln n)^{p}+n\sum _{r=0}^{p-1}(-1)^{r}{\binom {p}{r}}\gamma _{p-r}(an)\cdot (\ln n)^{r}\,,\qquad \qquad n=2,3,4,\ldots }
dove {\displaystyle {\binom {p}{r}}} indica il coefficiente binomiale.

### Prima costante di Stieltjes generalizzata
La prima costante di Stieltjes generalizzata possiede un bel numero di proprietà notevoli. 
- Identità di Malmsten (formula di riflessione per la prima costante generalizzata): la formula di riflessione per la prima costante di Stieltjes generalizzata è la seguente

{\displaystyle \gamma _{1}{\biggl (}{\frac {m}{n}}{\biggr )}-\gamma _{1}{\biggl (}1-{\frac {m}{n}}{\biggr )}=2\pi \sum _{l=1}^{n-1}\sin {\frac {2\pi ml}{n}}\cdot \ln \Gamma {\biggl (}{\frac {l}{n}}{\biggr )}-\pi (\gamma +\ln 2\pi n)\cot {\frac {m\pi }{n}}}
dove {\displaystyle m} e {\displaystyle n} sono due interi positivi tali che {\displaystyle m<n}. Questa formula è stata attribuita per lungo tempo a Almkvist e Meurman, che la derivarono negli anni '90. Tuttavia, si è recentemente scoperto che l'identità, sebbene in una forma leggermente diversa, fu per la prima volta ottenuta da Carl Malmsten nel 1846.
- Teorema degli argomenti razionali: la prima costante di Stieltjes generalizzata può essere calcolata nei numeri razionali in forma quasi-chiusa attraverso la seguente formula[5][27]

{\displaystyle {\begin{array}{ll}\displaystyle \gamma _{1}{\biggl (}{\frac {r}{m}}{\biggr )}=&\displaystyle \gamma _{1}+\gamma ^{2}+\gamma \ln 2\pi m+\ln 2\pi \cdot \ln {m}+{\frac {1}{2}}(\ln m)^{2}+(\gamma +\ln 2\pi m)\cdot \Psi \left({\frac {r}{m}}\right)\\[5mm]\displaystyle &\displaystyle \qquad +\pi \sum _{l=1}^{m-1}\sin {\frac {2\pi rl}{m}}\cdot \ln \Gamma {\biggl (}{\frac {l}{m}}{\biggr )}+\sum _{l=1}^{m-1}\cos {\frac {2\pi rl}{m}}\cdot \zeta ''\left(0,{\frac {l}{m}}\right)\end{array}}\,,\qquad \quad r=1,2,3,\ldots ,m-1.}
Una dimostrazione alternativa fu successivamente proposta da Coffey e molti altri autori.
- Somme finite: esistono molte sommatorie che riguardano la prima costante di Stieltjes generalizzata. Per esempio:

{\displaystyle {\begin{array}{ll}\displaystyle \sum _{r=0}^{m-1}\gamma _{1}\left(a+{\frac {r}{m}}\right)=m\ln {m}\cdot \Psi (am)-{\frac {m}{2}}(\ln m)^{2}+m\gamma _{1}(am)\,,\qquad a\in \mathbb {C} \\[6mm]\displaystyle \sum _{r=1}^{m-1}\gamma _{1}\left({\frac {r}{m}}\right)=(m-1)\gamma _{1}-m\gamma \ln {m}-{\frac {m}{2}}(\ln m)^{2}\\[6mm]\displaystyle \sum _{r=1}^{2m-1}(-1)^{r}\gamma _{1}{\biggl (}{\frac {r}{2m}}{\biggr )}=-\gamma _{1}+m(2\gamma +\ln 2+2\ln m)\ln 2\\[6mm]\displaystyle \sum _{r=0}^{2m-1}(-1)^{r}\gamma _{1}{\biggl (}{\frac {2r+1}{4m}}{\biggr )}=m\left\{4\pi \ln \Gamma {\biggl (}{\frac {1}{4}}{\biggr )}-\pi {\big (}4\ln 2+3\ln \pi +\ln m+\gamma {\big )}\right\}\\[6mm]\displaystyle \sum _{r=1}^{m-1}\gamma _{1}{\biggl (}{\frac {r}{m}}{\biggr )}\cdot \cos {\dfrac {2\pi rk}{m}}=-\gamma _{1}+m(\gamma +\ln 2\pi m)\ln \left(2\sin {\frac {k\pi }{m}}\right)+{\frac {m}{2}}\left\{\zeta ''\left(0,{\frac {k}{m}}\right)+\zeta ''\left(0,1-{\frac {k}{m}}\right)\right\}\,,\qquad k=1,2,\ldots ,m-1\\[6mm]\displaystyle \sum _{r=1}^{m-1}\gamma _{1}{\biggl (}{\frac {r}{m}}{\biggr )}\cdot \sin {\dfrac {2\pi rk}{m}}={\frac {\pi }{2}}(\gamma +\ln 2\pi m)(2k-m)-{\frac {\pi m}{2}}\left\{\ln \pi -\ln \sin {\frac {k\pi }{m}}\right\}+m\pi \ln \Gamma {\biggl (}{\frac {k}{m}}{\biggr )}\,,\qquad k=1,2,\ldots ,m-1\\[6mm]\displaystyle \sum _{r=1}^{m-1}\gamma _{1}{\biggl (}{\frac {r}{m}}{\biggr )}\cdot \cot {\frac {\pi r}{m}}=\displaystyle {\frac {\pi }{6}}{\Big \{}(1-m)(m-2)\gamma +2(m^{2}-1)\ln 2\pi -(m^{2}+2)\ln {m}{\Big \}}-2\pi \sum _{l=1}^{m-1}l\cdot \ln \Gamma \left({\frac {l}{m}}\right)\\[6mm]\displaystyle \sum _{r=1}^{m-1}{\frac {r}{m}}\cdot \gamma _{1}{\biggl (}{\frac {r}{m}}{\biggr )}={\frac {1}{2}}\left\{(m-1)\gamma _{1}-m\gamma \ln {m}-{\frac {m}{2}}(\ln m)^{2}\right\}-{\frac {\pi }{2m}}(\gamma +\ln 2\pi m)\sum _{l=1}^{m-1}l\cdot \cot {\frac {\pi l}{m}}-{\frac {\pi }{2}}\sum _{l=1}^{m-1}\cot {\frac {\pi l}{m}}\cdot \ln \Gamma {\biggl (}{\frac {l}{m}}{\biggr )}\end{array}}}
Per ulteriori dettagli e sommatorie, vedere.
- Alcuni valori particolari: Alcuni particolari valori di {\displaystyle \gamma _{1}(a)} con {\displaystyle a} razionale si possono ricondurre alla funzione gamma, alla prima costante di Stieltjes e a qualche funzione elementare. Per esempio,

{\displaystyle \gamma _{1}\left({\frac {1}{2}}\right)=-2\gamma \ln 2-(\ln 2)^{2}+\gamma _{1}=-1,353459680\ldots }
I valori della prima costante di Stieltjes generalizzata nei punti {\displaystyle 1/4}, {\displaystyle 3/4} e {\displaystyle 1/3}furono ottenuti indipendentemente da Connon e Blagouchine
{\displaystyle {\begin{array}{l}\displaystyle \gamma _{1}\left({\frac {1}{4}}\right)=2\pi \ln \Gamma \left({\frac {1}{4}}\right)-{\frac {3\pi }{2}}\ln \pi -{\frac {7}{2}}(\ln 2)^{2}-(3\gamma +2\pi )\ln 2-{\frac {\gamma \pi }{2}}+\gamma _{1}=-5,518076350\ldots \\[6mm]\displaystyle \gamma _{1}\left({\frac {3}{4}}\right)=-2\pi \ln \Gamma \left({\frac {1}{4}}\right)+{\frac {3\pi }{2}}\ln \pi -{\frac {7}{2}}(\ln 2)^{2}-(3\gamma -2\pi )\ln 2+{\frac {\gamma \pi }{2}}+\gamma _{1}=-0,3912989024\ldots \\[6mm]\displaystyle \gamma _{1}\left({\frac {1}{3}}\right)=-{\frac {3\gamma }{2}}\ln 3-{\frac {3}{4}}(\ln 3)^{2}+{\frac {\pi }{4{\sqrt {3}}}}\left\{\ln 3-8\ln 2\pi -2\gamma +12\ln \Gamma \left({\frac {1}{3}}\right)\right\}+\gamma _{1}=-3,259557515\ldots \end{array}}}
Nei punti {\displaystyle 2/3}, {\displaystyle 1/6} e {\displaystyle 5/6}
{\displaystyle {\begin{array}{l}\displaystyle \gamma _{1}\left({\frac {2}{3}}\right)=-{\frac {3\gamma }{2}}\ln 3-{\frac {3}{4}}(\ln 3)^{2}-{\frac {\pi }{4{\sqrt {3}}}}\left\{\ln 3-8\ln 2\pi -2\gamma +12\ln \Gamma \left({\frac {1}{3}}\right)\right\}+\gamma _{1}=-0,5989062842\ldots \\[6mm]\displaystyle \gamma _{1}\left({\frac {1}{6}}\right)=-{\frac {3\gamma }{2}}\ln 3-{\frac {3}{4}}(\ln 3)^{2}-(\ln 2)^{2}-(3\ln 3+2\gamma )\ln 2+{\frac {3\pi {\sqrt {3}}}{2}}\ln \Gamma \left({\frac {1}{6}}\right)\\[5mm]\displaystyle \qquad \qquad \quad -{\frac {\pi }{2{\sqrt {3}}}}\left\{3\ln 3+11\ln 2+{\frac {15}{2}}\ln \pi +3\gamma \right\}+\gamma _{1}=-10,74258252\ldots \\[6mm]\displaystyle \gamma _{1}\left({\frac {5}{6}}\right)=-{\frac {3\gamma }{2}}\ln 3-{\frac {3}{4}}(\ln 3)^{2}-(\ln 2)^{2}-(3\ln 3+2\gamma )\ln 2-{\frac {3\pi {\sqrt {3}}}{2}}\ln \Gamma \left({\frac {1}{6}}\right)\\[6mm]\displaystyle \qquad \qquad \quad +{\frac {\pi }{2{\sqrt {3}}}}\left\{3\ln 3+11\ln 2+{\frac {15}{2}}\ln \pi +3\gamma \right\}+\gamma _{1}=-0,2461690038\ldots \end{array}}}
Questi valori sono stati calcolati da Blagouchine. Sono dovute allo stesso autore anche le seguenti identità 
{\displaystyle {\begin{array}{ll}\displaystyle \gamma _{1}{\biggl (}{\frac {1}{5}}{\biggr )}=&\displaystyle \gamma _{1}+{\frac {\sqrt {5}}{2}}\left\{\zeta ''\left(0,{\frac {1}{5}}\right)+\zeta ''\left(0,{\frac {4}{5}}\right)\right\}+{\frac {\pi {\sqrt {10+2{\sqrt {5}}}}}{2}}\ln \Gamma {\biggl (}{\frac {1}{5}}{\biggr )}\\[5mm]&\displaystyle +{\frac {\pi {\sqrt {10-2{\sqrt {5}}}}}{2}}\ln \Gamma {\biggl (}{\frac {2}{5}}{\biggr )}+\left\{{\frac {\sqrt {5}}{2}}\ln {2}-{\frac {\sqrt {5}}{2}}\ln {\big (}1+{\sqrt {5}}{\big )}-{\frac {5}{4}}\ln 5-{\frac {\pi {\sqrt {25+10{\sqrt {5}}}}}{10}}\right\}\cdot \gamma \\[5mm]&\displaystyle -{\frac {\sqrt {5}}{2}}\left\{\ln 2+\ln 5+\ln \pi +{\frac {\pi {\sqrt {25-10{\sqrt {5}}}}}{10}}\right\}\cdot \ln {\big (}1+{\sqrt {5}})+{\frac {\sqrt {5}}{2}}(\ln 2)^{2}+{\frac {{\sqrt {5}}{\big (}1-{\sqrt {5}}{\big )}}{8}}(\ln 5)^{2}\\[5mm]&\displaystyle +{\frac {3{\sqrt {5}}}{4}}\ln 2\cdot \ln 5+{\frac {\sqrt {5}}{2}}\ln 2\cdot \ln \pi +{\frac {\sqrt {5}}{4}}\ln 5\cdot \ln \pi -{\frac {\pi {\big (}2{\sqrt {25+10{\sqrt {5}}}}+5{\sqrt {25+2{\sqrt {5}}}}{\big )}}{20}}\ln 2\\[5mm]&\displaystyle -{\frac {\pi {\big (}4{\sqrt {25+10{\sqrt {5}}}}-5{\sqrt {5+2{\sqrt {5}}}}{\big )}}{40}}\ln 5-{\frac {\pi {\big (}5{\sqrt {5+2{\sqrt {5}}}}+{\sqrt {25+10{\sqrt {5}}}}{\big )}}{10}}\ln \pi \\[5mm]&\displaystyle =-8,030205511\ldots \\[6mm]\displaystyle \gamma _{1}{\biggl (}{\frac {1}{8}}{\biggr )}=&\displaystyle \gamma _{1}+{\sqrt {2}}\left\{\zeta ''\left(0,{\frac {1}{8}}\right)+\zeta ''\left(0,{\frac {7}{8}}\right)\right\}+2\pi {\sqrt {2}}\ln \Gamma {\biggl (}{\frac {1}{8}}{\biggr )}-\pi {\sqrt {2}}{\big (}1-{\sqrt {2}}{\big )}\ln \Gamma {\biggl (}{\frac {1}{4}}{\biggr )}\\[5mm]&\displaystyle -\left\{{\frac {1+{\sqrt {2}}}{2}}\pi +4\ln {2}+{\sqrt {2}}\ln {\big (}1+{\sqrt {2}}{\big )}\right\}\cdot \gamma -{\frac {1}{\sqrt {2}}}{\big (}\pi +8\ln 2+2\ln \pi {\big )}\cdot \ln {\big (}1+{\sqrt {2}})\\[5mm]&\displaystyle -{\frac {7{\big (}4-{\sqrt {2}}{\big )}}{4}}(\ln 2)^{2}+{\frac {1}{\sqrt {2}}}\ln 2\cdot \ln \pi -{\frac {\pi {\big (}10+11{\sqrt {2}}{\big )}}{4}}\ln 2-{\frac {\pi {\big (}3+2{\sqrt {2}}{\big )}}{2}}\ln \pi \\[5mm]&\displaystyle =-16,64171976\ldots \\[6mm]\displaystyle \gamma _{1}{\biggl (}{\frac {1}{12}}{\biggr )}=&\displaystyle \gamma _{1}+{\sqrt {3}}\left\{\zeta ''\left(0,{\frac {1}{12}}\right)+\zeta ''\left(0,{\frac {11}{12}}\right)\right\}+4\pi \ln \Gamma {\biggl (}{\frac {1}{4}}{\biggr )}+3\pi {\sqrt {3}}\ln \Gamma {\biggl (}{\frac {1}{3}}{\biggr )}\\[5mm]&\displaystyle -\left\{{\frac {2+{\sqrt {3}}}{2}}\pi +{\frac {3}{2}}\ln 3-{\sqrt {3}}(1-{\sqrt {3}})\ln {2}+2{\sqrt {3}}\ln {\big (}1+{\sqrt {3}}{\big )}\right\}\cdot \gamma \\[5mm]&\displaystyle -2{\sqrt {3}}{\big (}3\ln 2+\ln 3+\ln \pi {\big )}\cdot \ln {\big (}1+{\sqrt {3}})-{\frac {7-6{\sqrt {3}}}{2}}(\ln 2)^{2}-{\frac {3}{4}}(\ln 3)^{2}\\[5mm]&\displaystyle +{\frac {3{\sqrt {3}}(1-{\sqrt {3}})}{2}}\ln 3\cdot \ln 2+{\sqrt {3}}\ln 2\cdot \ln \pi -{\frac {\pi {\big (}17+8{\sqrt {3}}{\big )}}{2{\sqrt {3}}}}\ln 2\\[5mm]&\displaystyle +{\frac {\pi {\big (}1-{\sqrt {3}}{\big )}{\sqrt {3}}}{4}}\ln 3-\pi {\sqrt {3}}(2+{\sqrt {3}})\ln \pi =-29,84287823\ldots \end{array}}}

### Seconda costante di Stieltjes generalizzata
La seconda costante di Stieltjes generalizzata è molto meno studiata della prima. Similmente alla prima, si possono calcolare i valori di {\displaystyle \gamma _{2}(a)} con {\displaystyle a} razionale e {\displaystyle r=1,2,3,\ldots ,m-1,} attraverso la seguente formula
{\displaystyle {\begin{array}{rl}\displaystyle \gamma _{2}{\biggl (}{\frac {r}{m}}{\biggr )}=\gamma _{2}+{\frac {2}{3}}\sum _{l=1}^{m-1}\cos {\frac {2\pi rl}{m}}\cdot \zeta '''\left(0,{\frac {l}{m}}\right)-2(\gamma +\ln 2\pi m)\sum _{l=1}^{m-1}\cos {\frac {2\pi rl}{m}}\cdot \zeta ''\left(0,{\frac {l}{m}}\right)\\[6mm]\displaystyle \quad +\pi \sum _{l=1}^{m-1}\sin {\frac {2\pi rl}{m}}\cdot \zeta ''\left(0,{\frac {l}{m}}\right)-2\pi (\gamma +\ln 2\pi m)\sum _{l=1}^{m-1}\sin {\frac {2\pi rl}{m}}\cdot \ln \Gamma {\biggl (}{\frac {l}{m}}{\biggr )}-2\gamma _{1}\ln {m}\\[6mm]\displaystyle \quad -\gamma ^{3}-\left[(\gamma +\ln 2\pi m)^{2}-{\frac {\pi ^{2}}{12}}\right]\cdot \Psi {\biggl (}{\frac {r}{m}}{\biggr )}+{\frac {\pi ^{3}}{12}}\cot {\frac {\pi r}{m}}-\gamma ^{2}\ln {\big (}4\pi ^{2}m^{3}{\big )}+{\frac {\pi ^{2}}{12}}(\gamma +\ln {m})\\[6mm]\displaystyle \quad -\gamma {\big (}(\ln 2\pi )^{2}+4\ln m\cdot \ln 2\pi +2(\ln m)^{2}{\big )}-\left\{(\ln 2\pi )^{2}+2\ln 2\pi \cdot \ln m+{\frac {2}{3}}(\ln m)^{2}\right\}\ln m.\end{array}}}
Un risultato equivalente fu ottenuto successivamente da Coffey per mezzo di un altro metodo.